# Supermintea, Punctul Omega
Supermind (Supermintea, Punctul Omega) este un roman științifico-fantastic al scriitorului canadian  A. E. van Vogt publicat pentru prima dată în formă completă în 1977 de editura DAW Books. Este un fix-up a trei povestiri anterioare publicate separat, „Asylum”" („Azil”), „The Proxy Intelligence” și „Research Alpha”.

## Complot
La fel ca în numeroase scrieri ale autorului, romanul folosește un element psihologic, în acest caz coeficientul de inteligență sau IQ. Romanul prezintă diverse rase extraterestre ale căror roluri sociale în galaxie se bazează pe IQ-ul lor. Povestea include și conceptul că la anumite niveluri de IQ se manifestă diferite efecte. De exemplu, la un coeficient de inteligență de mii, indivizii controlează complet corpul lor, permițându-le să se miște la viteze extreme.
Cartea are trei secțiuni distincte, corespunzătoare celor trei povestiri originale.
În prima secțiune, doi membri fugari ai rasei dreeg (Dreegh) ajung pe Pământ. Ei sunt vampiri și înființează o bază subterană unde plănuiesc să-l cheme pe celălalt dreeg să invadeze Pământul și să folosească omenirea ca hrană. Cei doi sunt îngrijorați de faptul că un medic celebru care trăiește pe satelitul Europa, profesorul Ungara (Ungard), este de fapt un membru al civilizației galactice care are sarcina de a proteja rase mai mici precum umanitatea. Folosindu-și puterile mentale, aceștia preiau controlul asupra unui reporter, Bill Leigh, și îl trimit să dea de urma doctorului și a fiicei sale, Patricia. În timpul misiunii, Leigh se „trezește” și descoperă că este de fapt un membru al Uniunii Galactice/Marilor Galactici (Great Galactics), o rasă despre care se credea că a părăsit tărâmul material. Leigh îi ucide cu ușurință pe dreegi.
În a doua secțiune, un alt dreeg ajunge pe Europa și îi ia ostatici pe Ungard și pe Steve Hanardy, căpitanul unei nave de transport care face ruta Pământ-Europa. Alți câțiva dreegi sosesc și încep să recolteze sânge de la locuitorii de pe Europa. De asemenea, Hanardy se dovedește a fi o superminte, de data aceasta un om îmbunătățit de Institutul de Cercetări Alpha (Research Alpha). Folosindu-și puterile mentale, el propulsează dreegii mii de ani lumină în spațiu.
A treia secțiune are loc în Institutul de Cercetări Alpha, unde unul dintre cercetători experimentează cu un ser pentru a rescrie codul genetic uman pentru a crea superminți. Prezintă o secretară în timp ce urmează două tratamente, ajungând în cele din urmă la un IQ de 10.000 și dobândește omniștiință (atotștiutor). Oamenii de știință de la Institut, membri ai civilizației galactice, devin preocupați de puterea ei, deoarece acum o depășește pe a lor. Ea este atrasă înapoi în laborator, unde i se spune că rolul ei este să se căsătorească cu William (Bill) Leigh și să recreeze Marii Galactici.